# ロッキード L-1011 トライスター
L-1011 トライスター
デモンストレーション飛行を行うトライスター
- 用途：旅客機
- 分類：ワイドボディ機
- 製造者：ロッキード
- 運用者

  -  イースタン航空（ローンチカスタマー）
  -  トランス・ワールド航空
  -  デルタ航空
  -  エア・カナダ
  -  ブリティッシュ・エアウェイズ
  -  全日本空輸
  - その他
- 初飛行：1970年11月16日
- 生産数：250機(生産終了)
- 生産開始：1968年4月3日
- 運用開始：1972年4月26日
- 運用状況：運用中

ロッキード L-1011 トライスター (アメリカ英語: Lockheed L-1011 TriStar) は、アメリカ合衆国のロッキード社（現在のロッキード・マーティン社）が開発・製造した同社唯一のワイドボディ3発ジェット旅客機である。
1011はテンイレブンと読む。航空時刻表での略号が、L10だったこともあり、エルテンという通称もある（他には「TR」等）。トライスター (TriStar) という愛称もロッキード社が公式に名づけたもので、エンジン3基をオリオン座の「三ツ星」になぞらえている。これは、ロッキード社が伝統的に星や星座など天文に由来する名称をつけることによる。

## 概要

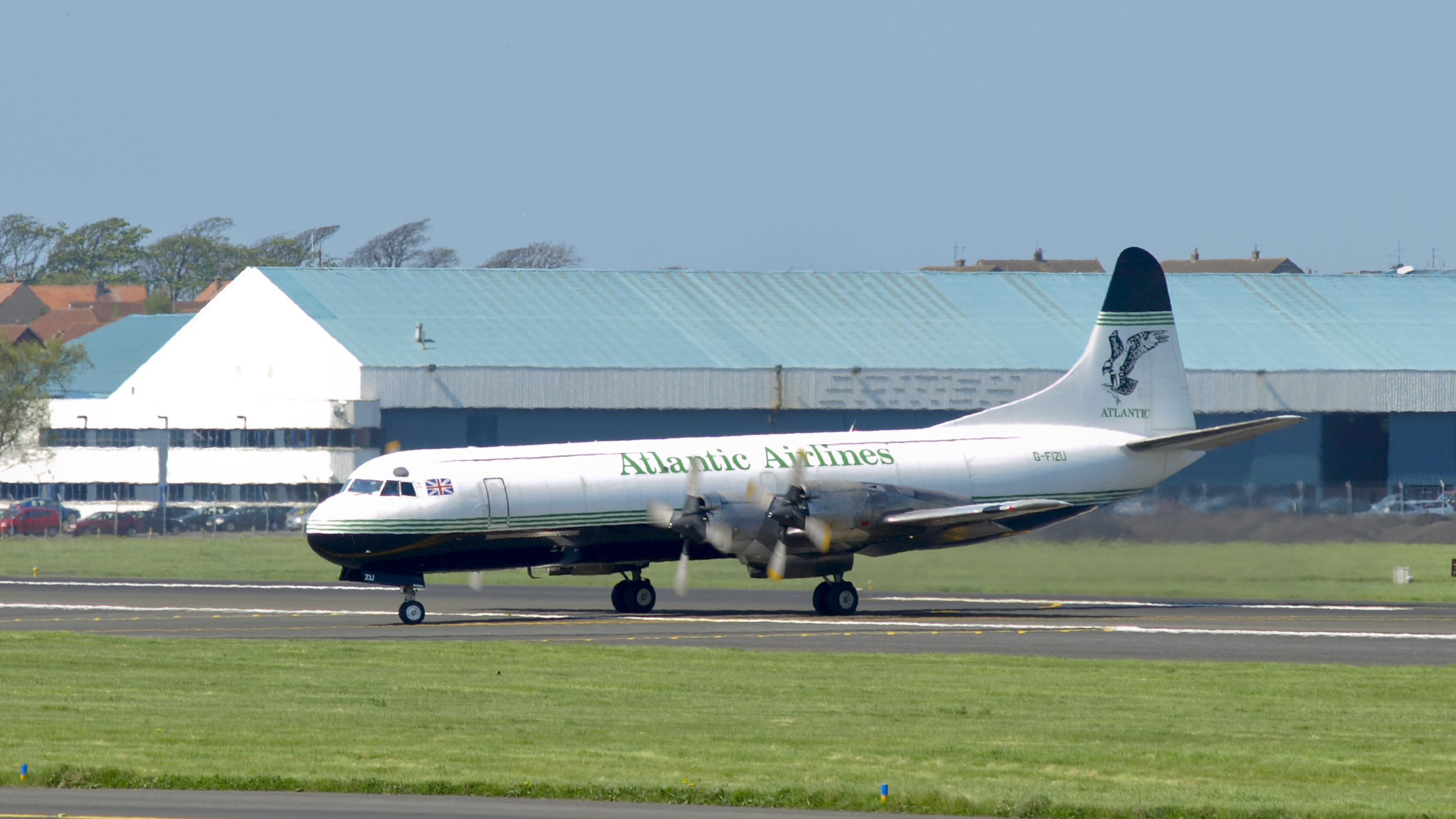
イギリス・アトランティック航空のL-188C エレクトラ

ロッキード社として初のジェット旅客機として1960年代に開発が開始され、1972年にイースタン航空をはじめとする航空会社への引渡しが開始された。
ロッキード コンステレーションシリーズで、レシプロ機時代にはダグラス・エアクラフトと開発・販売競争を繰り広げたロッキード社だったが、「レシプロ機からジェット機への移行までにはまだしばらくかかる」と見込んでターボプロップ機のロッキード L-188 エレクトラを開発している間に、ライバルのボーイング社はボーイング707を、ダグラス社はダグラス DC-8といったジェット旅客機の開発に成功していたため、ロッキードはジェット化の波に乗り遅れてしまった。さらに予想以上にレシプロ機からジェット機への移行が早く進んだ上、エレクトラ自体が設計ミスで空中分解事故を起こすなど、1960年代に入るとロッキードの旅客機メーカーとしての地位は大きく低下してしまっていた。このため、同社が起死回生を狙って投入した航空機が本機種、トライスターである。
トライスターは、回路表示が先進化されわかりやすいと好評を博したコックピットのスイッチ群、スマートだが背の高い客室を有し、中2階の客室・貨物室構造にエレベーターを設置、乗務員の運搬負荷の軽減にも取り組むなど、挑戦的な設計がふんだんに施された機体だった。
とりわけ、自動操縦装置については軍用機のトップクラスメーカーとしてのノウハウが生かされた、当時としては先進的なカテゴリーIII対応のものが採用されており、現在のいわゆる「ハイテク機」の元祖ともいえる存在である。しかし、後述するように本機種はエンジンの開発遅延や生産の不良などで発売が遅れ、トライスターは「早過ぎたハイテク機」と称されることもある。
その一方で、ライバルのマクドネル・ダグラスが同時期に送り出した、同規模機のマクドネル・ダグラス DC-10との販売競争は激しくなり、その過程で日本では全日本空輸幹部や販売代理店の丸紅幹部、政界に逮捕者を出す疑獄事件「ロッキード事件」も発生した。なお、この時ロッキード関連の疑惑は日本のみではなく、イギリスなど他の西側諸国でも政治家の辞職が相次ぐなど、政治スキャンダルに発展した。この事件では、L-188の失敗をトライスターで挽回しようとしたロッキード社が、販売不振に苦悩した経営陣の焦りの結果、国際的な贈収賄事件に発展したといわれている。
結局、これらの贈収賄工作などを以ってしても本機種は販売不振から脱却できず、ロッキードが民間航空機事業から撤退するきっかけともなった。最終的に1981年に全250機を製造した時点で生産が終了され、これをもってロッキードは民間航空機事業から撤退した。一方のマクドネル・ダグラスも、この競争で大きな痛手を被った上、DC-10販売当初に貨物ドアの設計不良に端を発する重大事故を続けて起こしたことで（アメリカン航空96便貨物ドア破損事故及びトルコ航空981便墜落事故）で市場における信頼を大きく損ねてしまい、民間航空機部門は不振に陥ることとなる。

## 沿革

### 背景
| C-5A ギャラクシー |  | AH-56 シャイアン |
| C-5A ギャラクシー |  | AH-56 シャイアン |

ロッキードでは1964年、ボーイング・ダグラスとの受注合戦の末、アメリカ空軍に導入される輸送機であるC-5A ギャラクシーの開発および生産を受注することに成功した。しかし、主力商品であったF-104の生産が終わりつつあり、ロッキードの経営状態はさほど安定した状態ではなかった。このため、ロッキードはF-104の後継としてCL-1010 スーパースターファイターを提案したが、採用する国はなかった。また、いったんはアメリカ陸軍から開発および生産の契約を受けたAH-56 シャイアンの開発に失敗した上、計画自体の大幅な見直しによりキャンセルとなっていた。
さらに、受注合戦の果てに契約を勝ち取ったギャラクシーも、アメリカ国防予算削減の余波を受け、空軍の調達価格が削減された。それは開発費にも影響を及ぼし、機体重量の増加に対応するべく要求仕様の変更を申し出たが受け入れられず、やむを得ず小手先の処置を行なった結果、ギャラクシーは主翼の強度に問題が発生し、結局再設計を行なうことになった。また、コスト見積もりの甘さなどもあり、生産機数が当初予定の115機から81機に減らされる始末であった。
一方、旅客機の市場において、ロッキードは「ジェット旅客機の開発は時期尚早」と判断、アメリカでは育たないと言われていたエンジンを4基搭載（4発）したターボプロップ機のL-188 エレクトラの開発に着手した。しかし、採算の見込みが立たない状態でプログラムの打ち切りを余儀なくされていた上、設計ミスに起因する空中分解事故により速度が制限されたため、燃費などを考慮してもコンベア880やボーイング720などの中距離用ジェット機に太刀打ちできずロッキードは社内のリソースをギャラクシーに集中したこともあり、エレクトラの販売数は144機と低迷し旅客機メーカーとしての地位は大きく低下した。アメリカ政府が超音速旅客機の主開発会社を一旦ロッキードに決定したにもかかわらず、後にこれを翻して1966年12月にボーイングに決定するという出来事もあった。なおエレクトラは設計を見直すことで、低速で機内が広いという特性を生かし哨戒機P-3として再開発され、500機を超えるベストセラーとなったこともあり、ロッキードは軍用機ビジネスへ注力していくことになる。

### 開発の経緯
このような状況から、ロッキードが再び旅客機市場に復帰するにあたっては、ボーイングやダグラスの旅客機と比較しても先進的な機体を市場に送り込む必要があった。そのため、社運を賭け、同社の持つ技術力の全てを新型旅客機に投入することになった。
1966年2月にロッキードは、エンジンを2機搭載（双発）する旅客機の開発構想「CL-1011」を立案し、同年3月にはアメリカ連邦航空局(FAA)にこの構想の説明を行なった。また、アメリカ空軍が管理していたカリフォルニア州のパームデールにある航空機製造施設を借り受け、新型旅客機の製造設備の整備を行なった。
一方、アメリカン航空は1966年3月25日に新しい双発の大型旅客機を開発するよう要求していた。これは、アドバンスド・ジャンボ・ツイン中距離旅客機と呼ばれるもので、以下のような仕様となっていた。
- 推力4万ポンド程度の高バイパス比エンジンを搭載
- 座席はシートピッチを36インチで合計250席
- 乗客1人当たり250ポンドの手荷物と、5000ポンドの貨物
- 航続距離は1850ノーティカルマイル（海里）（3426キロメートル）

さらに、後に全幅155フィート（47メートル）以内、全長は180フィート（55メートル）以内と改められた。
ロッキードでは、アメリカン航空以外の航空会社からも討議を行なった。結果、交通量の多い都市間ルートの平均距離が400マイルであることから、旅客機の航続距離は1400マイルあれば十分と考え、座席数も230席から250席程度と考えた。しかし、双発機ではロッキー山脈を越えるルートや洋上飛行に対する要求を満たすことはできないと判断し、計画をエンジンを3基搭載（3発）する旅客機に変更した。
ロッキードは、こうした新型旅客機はアメリカだけに留まらず、ヨーロッパでも大きな需要があると考えた。そのため、新型旅客機のエンジンには、ロールス・ロイスのRB211エンジンを採用することにした。RB211の燃料消費率が他社のエンジンと比較して優れていたことから、アメリカン航空を満足させることも可能という判断であった。

### ローンチ
1967年9月にロッキードは、「L-1011 トライスターの受注体制が整った」と発表した。これは、アメリカン航空、ユナイテッド航空、イースタン航空、トランス・ワールド航空、ナショナル航空などの大手航空会社からの受注を見込んでの発表であった。これは、ライバル機のマクドネル・ダグラス（本節では、以下単に「ダグラス」とする）DC-10が開発計画を発表するより2か月ほど前のことである。ダグラスでは、急遽同年11月にDC-10の開発計画を発表したが、その時点ではまだDC-10の基本設計は完了していなかった。この時点では、明らかにロッキードはダグラスをリードしていた。
当時のロッキードに対する一般的なイメージは軍用機メーカーで、アメリカ国民なら誰でもその名を知っている存在であった。そのロッキードが、技術力を結集して作った旅客機であれば、それが技術的に優れた旅客機であることも、想像するのは容易であった。
しかし、いくら技術的に先進的で、開発も順調であるとはいえ、ことジェット旅客機に関しては全く実績がなかったため、実際に導入する航空会社側の反応は異なり、トライスターの導入を躊躇する航空会社もあった。現実に1968年2月19日、構想段階で深く関わっていたアメリカン航空が、ライバル機であるDC-10を合計50機発注したことが発表された。ロッキード社内ではアメリカン航空からの受注を確実視していたため、同社にとっては大きな痛手であった。一方で、アメリカン航空やユナイテッド航空がDC-10導入を決定するのであれば、対抗上、ロッキードの新技術を売り物にした機材を自社の看板商品にしようと考える航空会社も存在した。
同年3月29日にはイースタン航空から50機、トランス・ワールド航空から44機、エア・ホールディングスから50機を受注し、一挙に受注機数は100機を超えた。さらに4月3日にはデルタ航空から24機を受注するに至り、同日にローンチ（生産プログラム開始）を発表、DC-10より先に製造が開始されることになった。なお、ユナイテッド航空は、1985年にパンアメリカン航空の太平洋路線とその運航機材を買収した際に、パンアメリカン航空が運航していたトライスターの長距離型の-500を譲り受け、その後運行することとなった。

### 危機的状況

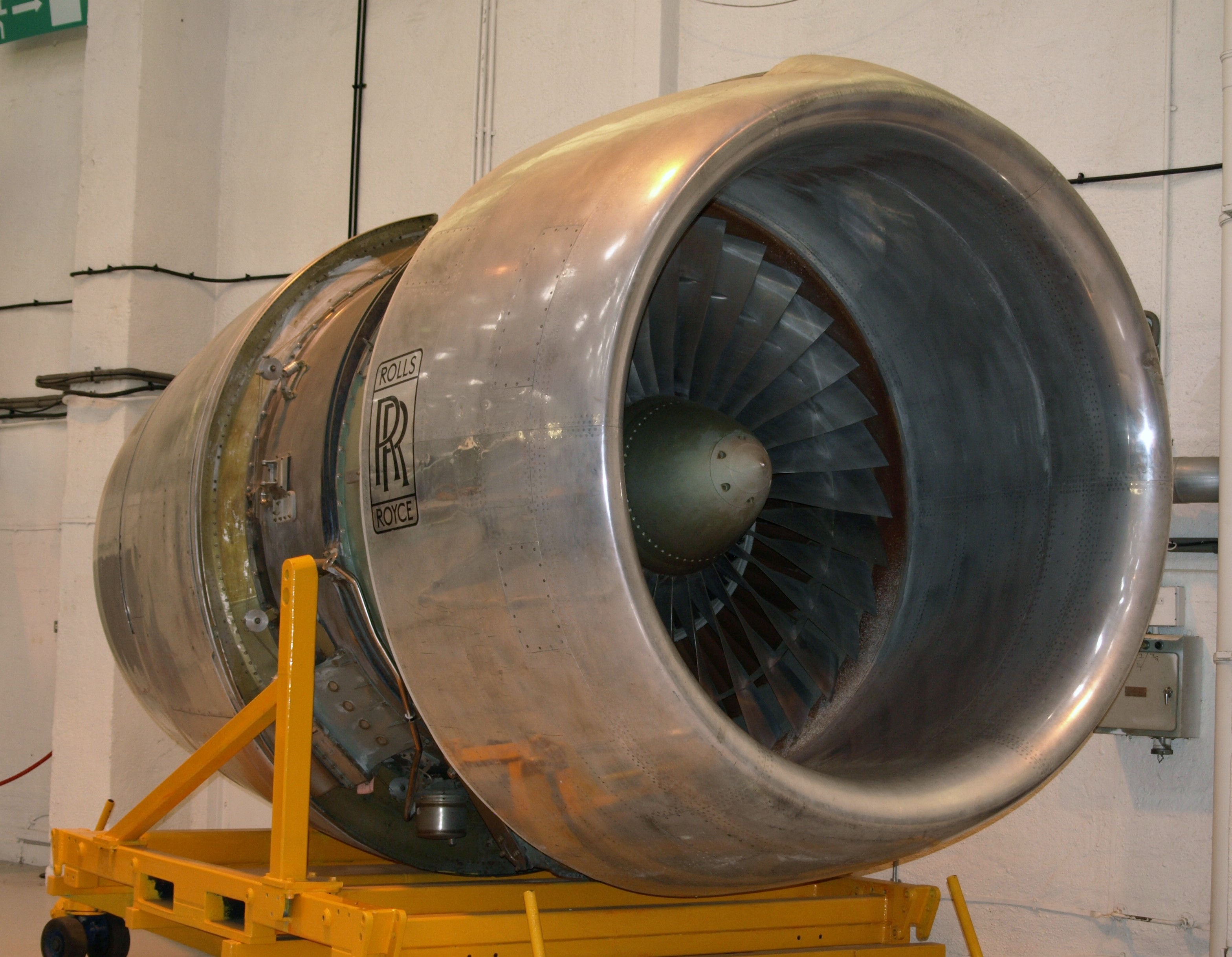
開発に難航したロールス・ロイス RB.211

開発はRB211型エンジンの再設計などの影響もありやや遅れた。ロールアウトは1970年9月15日、初飛行は同年11月16日とDC-10より2か月半ほど遅れたものの、その後の飛行テストは順調に推移した。
ところが1971年2月になって、RB211型エンジンの再設計などで負債が増加したロールス・ロイスが破産する事態になった。ロールス・ロイスはイギリスの軍需産業の一翼を担っていたこともあり、イギリス政府が支援に乗り出すことになった。赤字の元凶であるRB211型の生産を継続するかは、すぐに決められるような状況ではなかった。

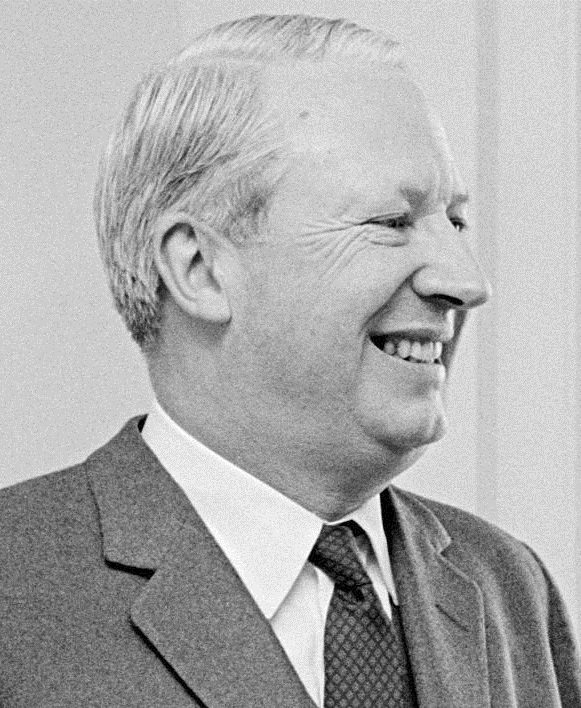
ロールス・ロイスの国有化を進めたイギリス首相エドワード・ヒース

トライスターはRB211型を使用することを前提にして設計した旅客機であり、他メーカーのエンジンへの交換は考慮されていなかった。ゼネラル・エレクトリックのCF6型エンジンやプラット・アンド・ホイットニーのJT9D型エンジンに換装することも検討されたが、第2エンジンのSダクトはRB211型搭載を前提として設計されており、他のエンジンも使用可能とするには大規模な再設計を行なうしかなかった。
また、ロッキードとしても、既に多額の開発費を投入しているトライスターを諦めることはできなかった。当時のロッキードはギャラクシーの開発費の増大により、1971年には赤字が1億8,780万ドルに達していた。これはギャラクシーとトライスターの順調な納入によって、初めて回収が可能となる金額であった。つまり、ロッキードにはトライスターの開発を中止するという選択肢は許されていなかったのである。
このため、ロッキード社長自らがイギリス政府と交渉を行い、RB211型の生産は続行されることが決定した。また、最終的にはアメリカ政府がトライスターの製造を保証する条件で、イギリス政府からRB211型の生産休止に対する補償を受けられることにもなり、ロッキードの経営危機は回避されることとなった。

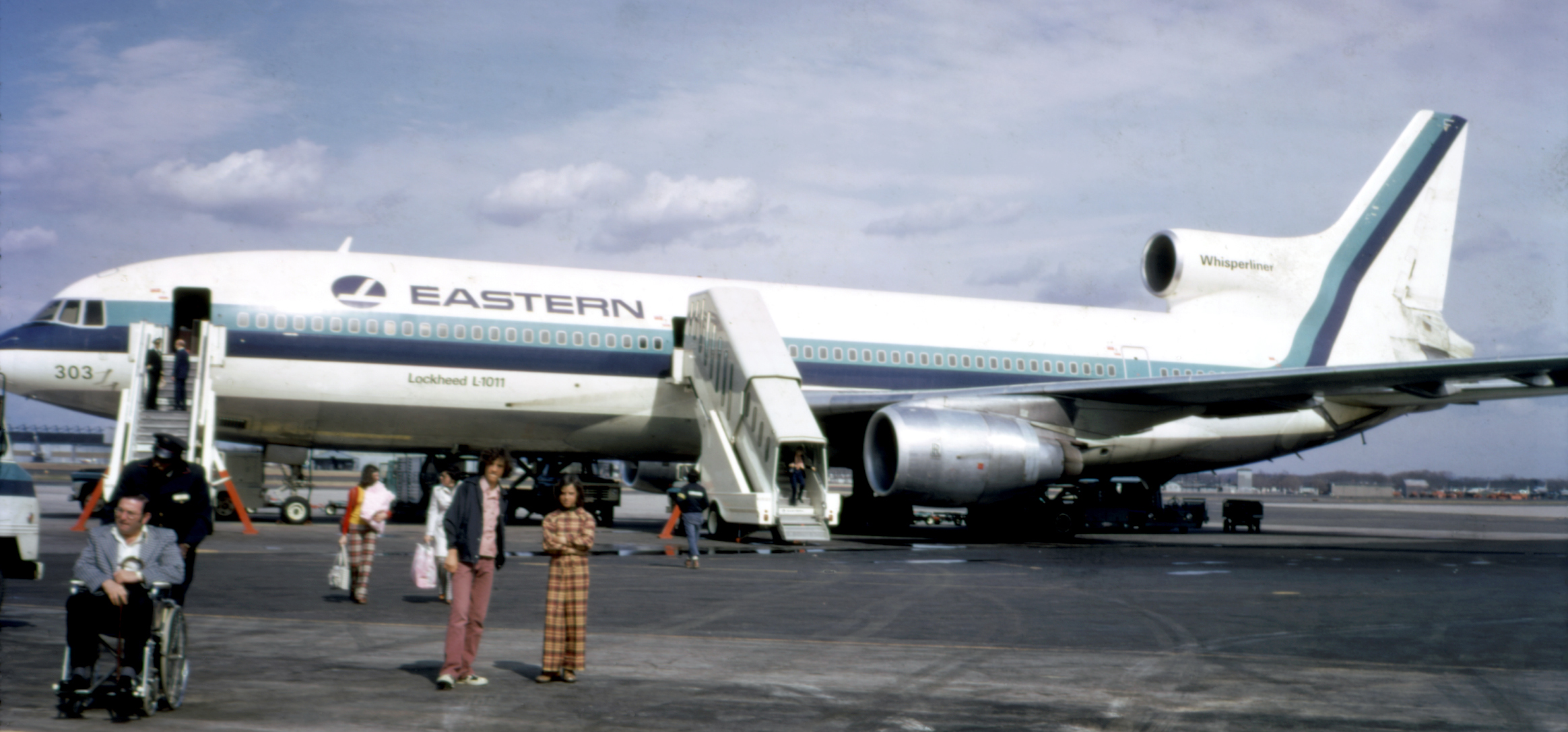
ローンチカスタマー、イースタン航空のL-1011

1972年4月15日にはFAAの型式証明を取得、同月中にはDC-10より9か月遅れてイースタン航空での運航が開始された。

### 販売不振
ロッキードが久しぶりに開発した旅客機で、しかも初の大型ジェット旅客機であり、新しい機能が多数盛り込まれて完成度が高いものであったが、前述のエンジン開発の遅れのため販売開始が遅れたこと、標準型の航続距離の短さ、そしてボーイング社やマクドネル・ダグラス社の販売網に太刀打ちできなかったことから販売は不振に終わった。特に、南半球の航空会社からの新規発注はほとんどなかった。なお、ロッキード社は開発遅延による販売不振を打開しようと賄賂工作で売込みを図った。後述するロッキード事件はその一例である。
マクドネル・ダグラスが先に開発・販売していたDC-10と比較すると、旅客機としての完成度はトライスターの方が高かったと言われているが、トライスターを採用する航空会社は少なかった。また、DC-10はアメリカ空軍から空中給油機KC-10としての受注にも成功し、生産規模の確保に成功した。
発展性の乏しさもトライスターの販売不振の要因であった。ライバル機のDC-10は将来航続延長型を開発するため最大離陸重量増加を考慮してセンターギアの装備が可能なように計画されていた。そのためDC-10-30、-40といった長距離型の開発が容易に行われ、結局これらの長距離型が販売数の多くを占めていた。しかし、トライスターはセンターギアを装備できず、後述するように、そのまま最大離陸重量を増加させると空港施設に許容される接地面圧を超えてしまうという問題に直面した。そこで、胴体を短縮することで軽量化を行い航続距離を延長した仕様（-500型）が開発されたが、胴体短縮に伴うペイロードの減少により運航コスト面で不利であった上に、引き渡しが1979年4月になるなど開発、就航のタイミングが遅くなってしまった。
また、その後エアバス社が当初は近距離型が中心であったものの、エンジンが2機のため燃費効率が良く、整備費用も抑えられる A300 型機を開発・販売した。その後もジェットエンジンの性能向上は続き、中距離・中型の旅客機は双発機が主流となり、上記のように航続距離を大幅に伸ばした-500型が投入されたりしたものの、販売は苦戦を続けた。

### 日本におけるトライスター

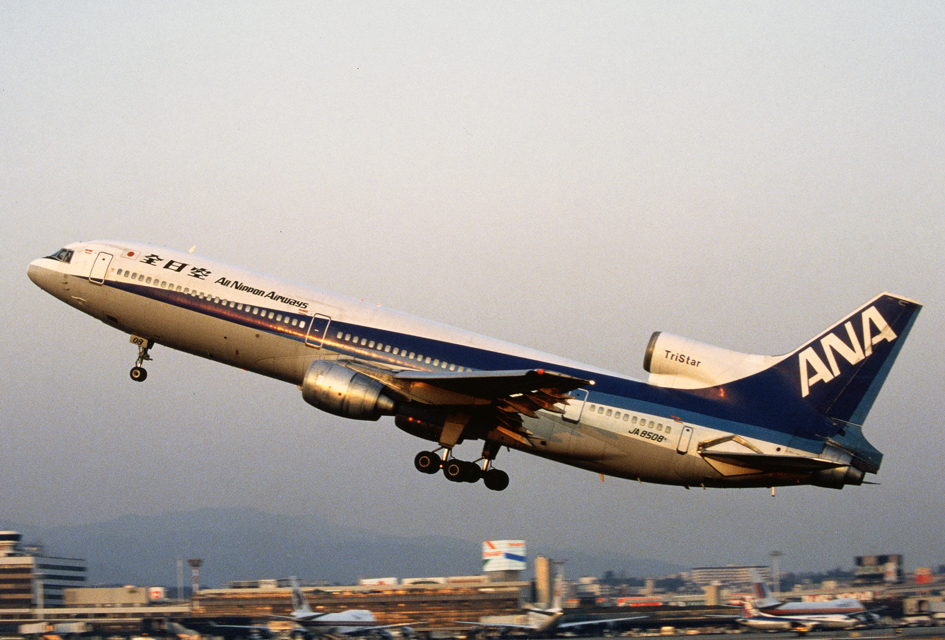
全日空 トライスター （JA8508 大阪国際空港 1993年）

日本では全日空（以後、ANA）のみが同社初のワイドボディ旅客機として1974年から導入し、最盛期には21機保有した。導入に際してダグラスDC-10やボーイング747も検討されたが、騒音問題を抱えていた大阪国際空港での発着を考え、その静音性が他2機種に比べて優れたトライスターが選ばれることとなった。特にDC-10に関してはダグラスが騒音検査で不正を行ったことが不信感を生むこととなり、その後ANAはマクドネル・ダグラスも含め、1度としてダグラス機を導入することはなかった。
この導入に際してロッキードから当時の首相であった田中角栄に賄賂が、またANAが複数の政治家に贈賄していたことがわかり（ロッキード事件）、この捜査の過程でANAと政財界の癒着、疑獄事件が発覚した。
トライスターの導入当初は時刻表に大きなマークが入れられたり、客室乗務員の制服を同機の導入と共に一新するなど、ANAのフラグシップ機、幹線の主力機として活躍するかと考えられた。その後同社の最初の国際線定期運航用機材に起用され、グアムや香港などの近距離路線に投入された他、現行のトリトンブルー塗装が初めて採用される（JA8514）など脚光を浴びることもあった。
しかし、1979年に納入されたB747SR（スーパージャンボ）と比べて輸送量（座席数）と航続距離の面で、1983年に納入された双発機のB767-200と比べて経済性で劣っている点が見受けられるようになった。
さらに運航設備面では、滑走路長が2500m以上必要になる等の発着できる空港が限定されていた。国内幹線にはスーパージャンボが割り当てられ、1990年からは当時最新型のB747-400（テクノジャンボ）がフリートとして加わることとなった（1992年からはB747-400D）。地方路線はB767-200が割り当てられ、こちらも座席増加型のB767-300がフリートとして加わった。
このようにB747とB767の導入が進んで行くにつれ、トライスターの活躍範囲は次第に狭まっていった。活躍範囲が次第に狭まる中、1995年にはB777-200（トリプルセブン）の導入が決定した。トリプルセブンは双発でありながら、スーパージャンボやテクノジャンボに次ぐ輸送量と航続距離、そして経済性や運航設備面等のあらゆる性能面において、トライスターよりも優れていた。このトリプルセブンの導入決定でトライスターは活躍の場を完全に失い、同機に押し出される形で全機退役（後述参照：JA8509）となった。この退役により、ANAのフリートから三発エンジン旅客機は完全に姿を消すこととなった。
トライスターが退役して以降、2024年現在まで三発エンジン旅客機は導入されていない。また、大手航空機メーカーでも三発エンジン旅客機の開発・製造は皆無であり、ANAではトライスターが事実上最後の三発エンジン旅客機そして唯一の三発ワイドボディジェット機となっている。

### 生産中止
1981年12月7日、ロッキードは250機を製造した時点でトライスターの製造を終了し、生産ラインを閉じると発表した。これにより、不採算部門の切り離しにより経営状態が改善されると見られたことから、ロッキードの株価は上昇した。250機の製造を行なったにもかかわらず成功しなかったトライスターを教訓に、ロッキードは民間航空機市場から完全に撤退した。

## 機体

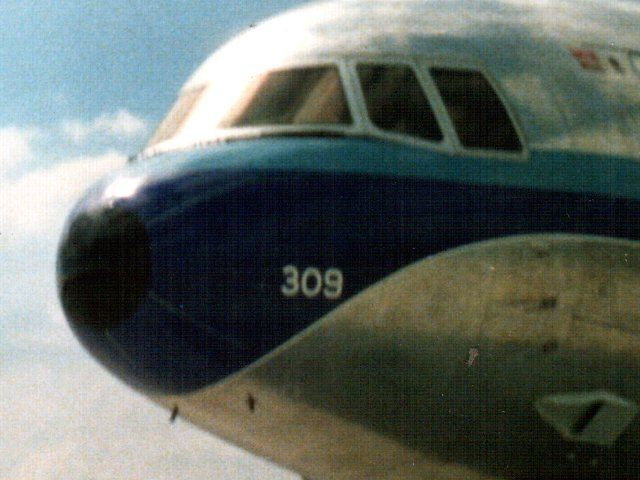
曲面ガラスで構成された操縦席の窓（ウインドシールド）

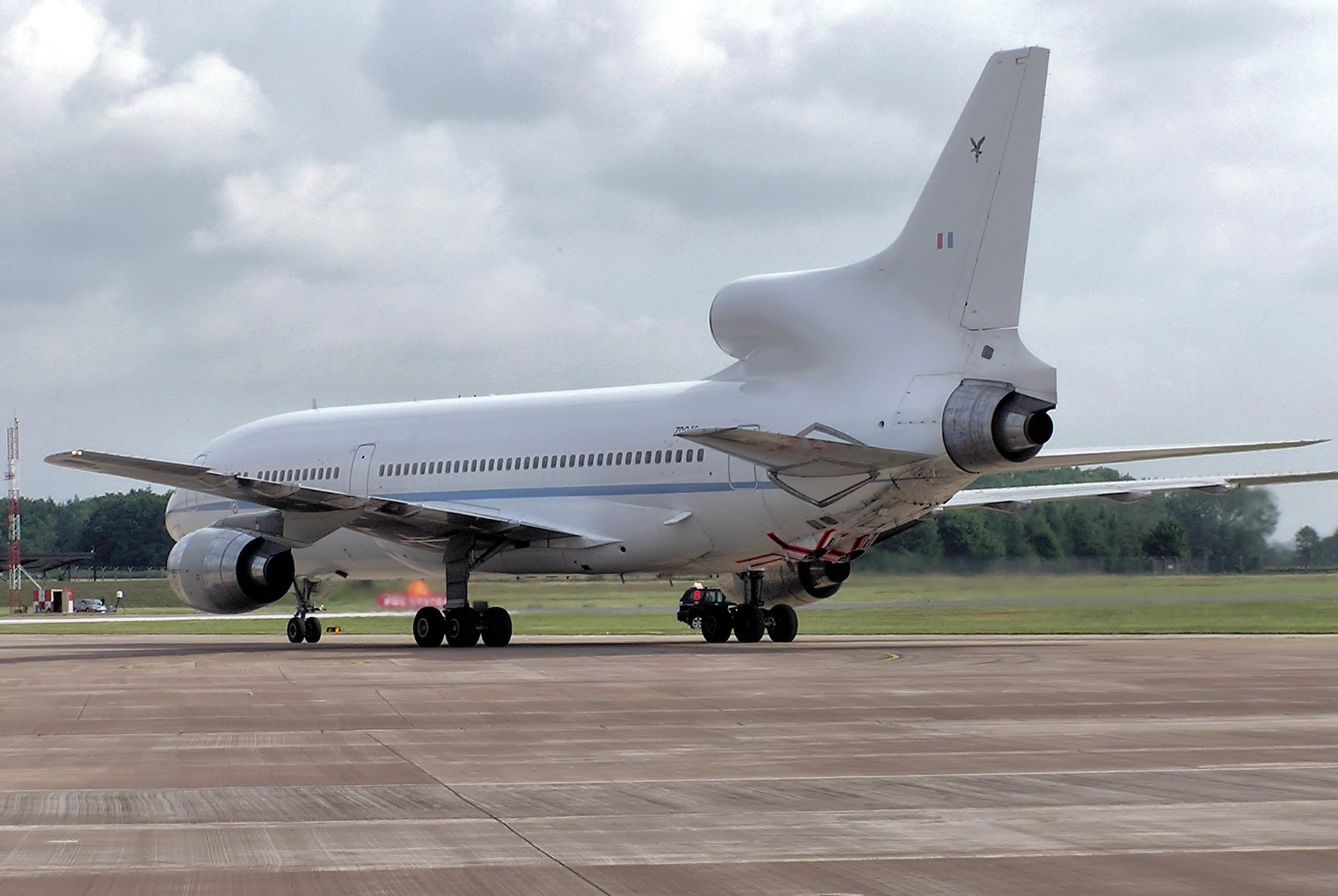
後方から見たイギリス空軍のトライスター。第2エンジンと全遊動式尾翼（オールフライングテール）

### 構造
胴体自体は旅客機では一般的なセミモノコック構造であるが、トライスターでは、胴体外板や動翼にホット・ボンディング（熱間接着）を多用している。これは、重量軽減と応力の均一化を主眼として導入したものである。また、キャビン（客室）の空間を広げるためにフレームの厚さを減少させている。特に側面部分は外板の厚みを増す代わりにストリンガーを省略することで、フレームを7.6センチメートルにまで薄くした。このため、胴体外径がDC-10より5センチ細いにもかかわらず、キャビンの幅は4センチ広い。
機体の窓の大きさは高さ34センチ・幅24センチという大きさで、51センチ間隔で並んでいる。また、操縦席の窓（ウインドシールド）は曲面ガラスで構成されている。
主翼の翼面積はDC-10より11パーセントほど小さいが、幅はDC-10とほぼ同じで、後退角も同じ35度となっている。主翼の高揚力装置は前縁スラットと後縁フラップを装備し、フラップは二段隙間式となっている。また、主翼のスポイラーは地上での減速時以外にも使用される（後述）。
水平尾翼は昇降舵と連動して尾翼全体の角度を変える「全遊動式尾翼（オールフライングテール）」を採用している。「全遊動式尾翼」は軍用機ではF-15型戦闘機などにも採用されている一般的な方式で、トリム調整の目的で水平尾翼の角度を調整する機構は多数の旅客機においても装備されているが、旅客機での「全遊動式尾翼」の採用はホーカー・シドレー トライデントに続く2例目で、ワイドボディ機では初採用となった。

### エンジン

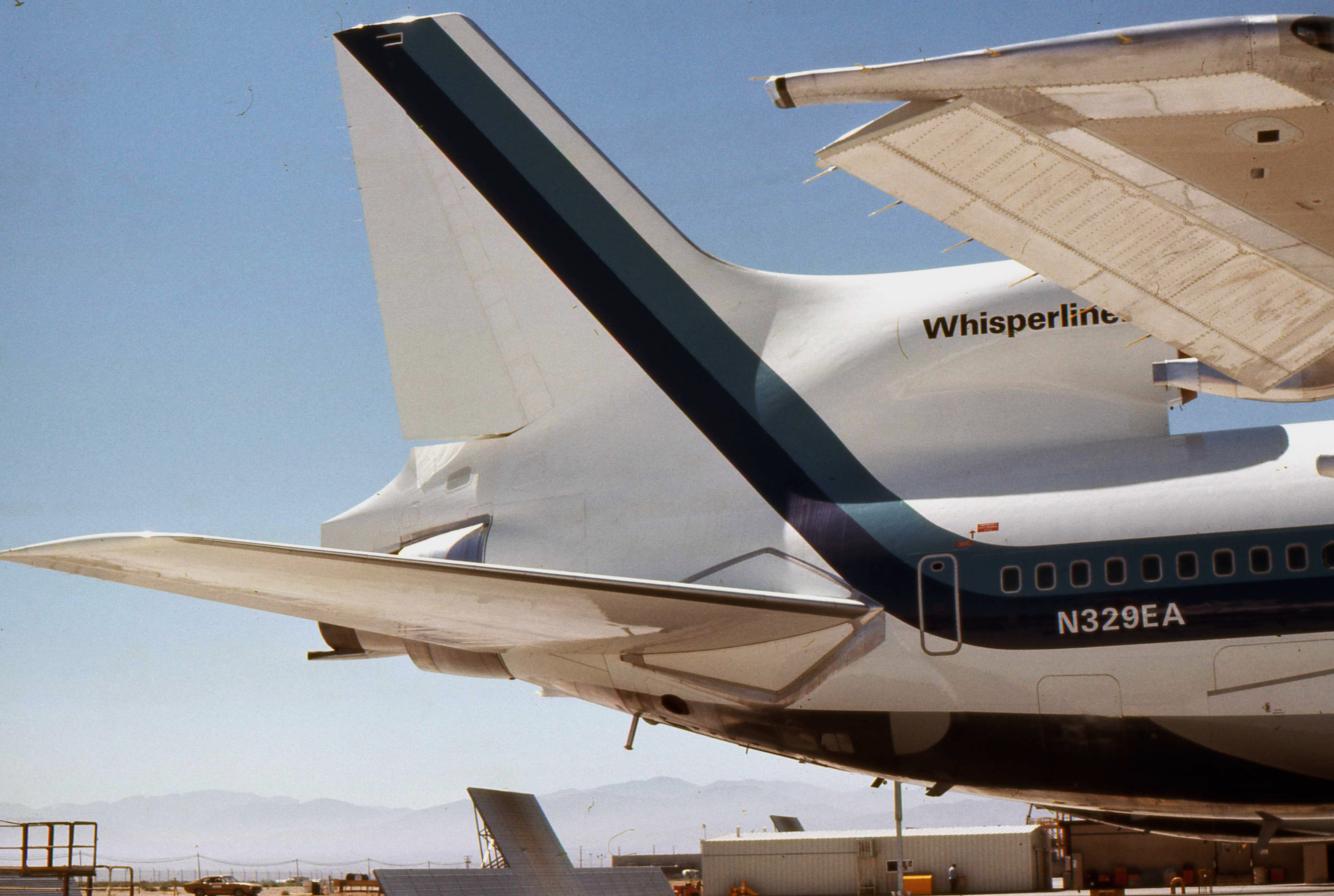
“Whisperliner”と書かれた、イースタン航空のトライスター

エンジンには、前述したとおりロールス・ロイスのRB211型エンジンを3基搭載している。歴史的に見れば、高バイパス比化による騒音低減において画期的なエンジンであり、その静粛さは計画段階からセールスポイントの一つであり、ローンチカスタマーであるイースタン航空のトライスターの第2エンジンには“Whisperliner”と書かれていた。FAAに認証されたトライスターの騒音性能は96デシベルで、DC-10の99デシベルに対しても優位にあった。直接の顧客や関係者のみならず、発着回数の増加によって社会問題となりつつあった空港の騒音問題に対しても、高バイパス比エンジンは（後から見れば）改善のための大きな切り札の一つであった。
同じ3発機であるライバル機のDC-10と比較して最も目立つ相違点は、後部に装着された第2エンジンの配置である。これは、エンジンへの吸気を導くためのS字ダクトを設け、エンジン自体は胴体後端に装着するものである。高バイパス比ターボファンエンジンでは、エンジンに吸入される気流の乱れに注意する必要があるが、トライスターの開発に当たっては風洞実験を念入りに行なうことで最適なダクト形状とし、直線的なダクトと同様の性能を有している。
これによって、垂直尾翼に設置される方向舵の面積も確保されたほか、第2エンジンの推力の方向が機体中心線に近くなるというメリットをもたらした。また、胴体と同じ高さにエンジンが装着されることになり、胴体より高い位置にエンジンを装着するDC-10と比較して保守性の悪化を軽減することが出来た。だが、ダクトの設計をRB211型エンジンに特化したことでロールス・ロイスの破産時にゼネラル・エレクトリックのCF6型エンジンやプラット・アンド・ホイットニーのJT9D型エンジンのような他のエンジンを搭載する仕様を再設計なしには不可能にしてしまっていた。またエンジンの設計遅延がこの機種の開発や運航開始の遅れに繋がってしまったのは否めない。
なお、エンジン自体は胴体後方から伸びるパイロンから吊り下げる方式となっており、主翼に設置された第1・第3エンジンと同じ装着方式となっているため、3基のエンジンは全て互換性を有している。

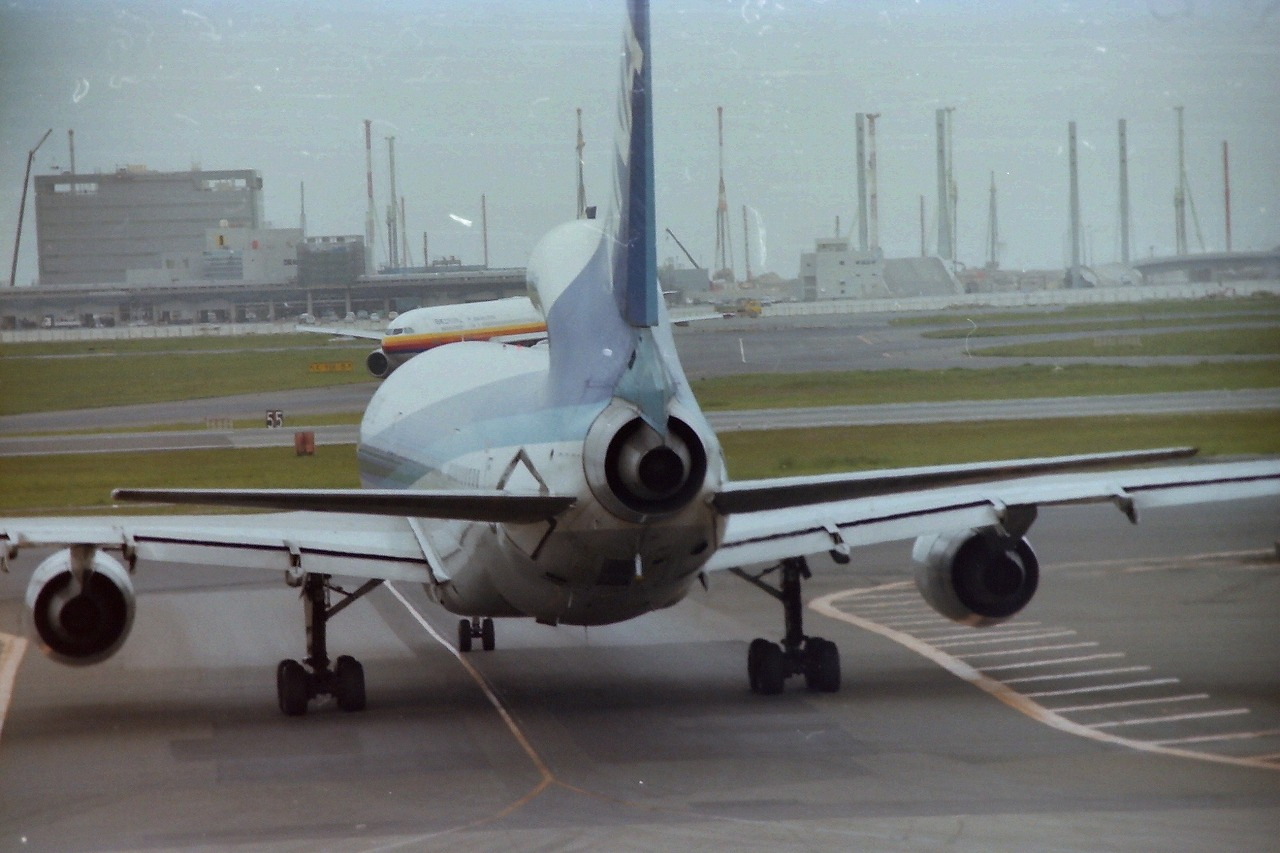
1990年代羽田空港で撮影

### 操縦システム

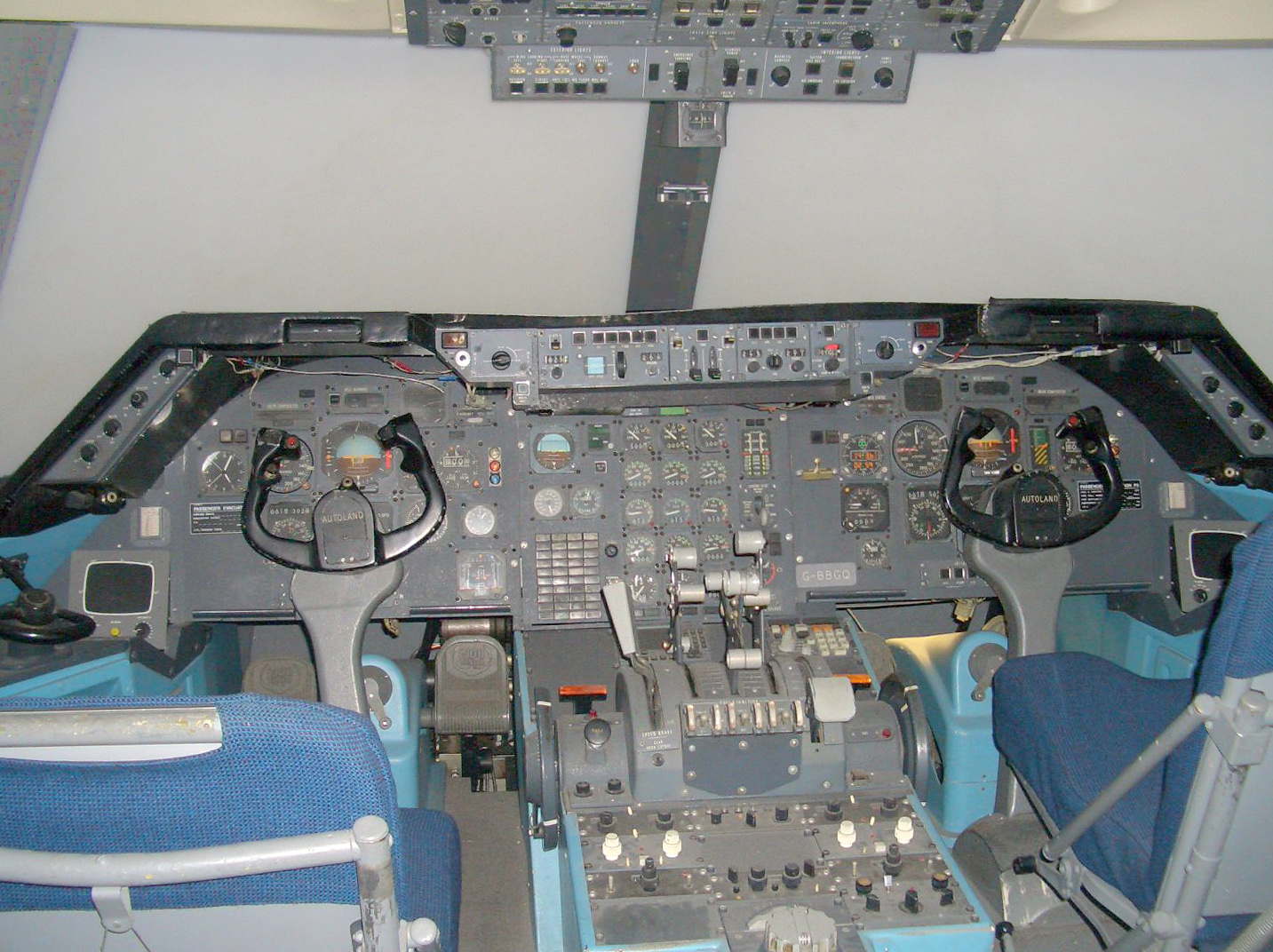
L-1011のコックピット

前述のように、軍用機開発や宇宙開発で培ったロッキード社の持つ技術力の全てをトライスターに投入すべく、当時としては先進的な機能を多く盛り込んだ。特にアビオニクスには、アポロ計画にも導入されたメカニズムまで盛り込まれた。
計器のスイッチ類は、トグルスイッチなどを極力廃し、スイッチが入っている時にはスイッチ自体が点灯するという、視認性と操作性に優れるものを採用した。これは「スイッチ・ライト」と呼ばれ、当時の旅客機では目新しい装備であった。

#### ダイレクト・リフト・コントロール
トライスターでは、着陸進入時のシステムとして、「ダイレクト・リフト・コントロール」と呼ばれる、主に軍用機で使用されているシステムを採用した。これは、本来は着陸滑走の減速時に使用するスポイラーを着陸進入時にも細かい角度で動作させることにより、主翼の揚力をコントロールした上で、着陸進入角度を保持するためのものであった。これにより、着陸進入時に機首の上下を行なわなくても、正確に着陸進入を行なうことが可能になった。このシステムは高い精度を有しており、平常時の着陸進入においては、操縦士は操縦桿に手を触れなくても、機器を監視するだけでよかった。接地以降DLCは直ちに解除され、スポイラーは主翼揚力減殺効果を最大限得るべく全開される。
本システムは、ライバル機のDC-10でも試験飛行の際にテストされたが不採用となっており、ボーイングやエアバスの旅客機でも全く採用されていない。旅客機での採用例は、2020年現在においてもトライスターのみである。

#### 完全な自動操縦
トライスターでは、エリア・ナビゲーション・システムを旅客機としては初めて採用した。これは慣性航法装置（INS）や地上にある航空支援設備（VOR/DME）の電波などから正確な自機の位置情報を取得するもので、これを自動操縦装置に接続することで、離陸直後から着陸までを全て自動操縦とすることを可能にした。
また、自動操縦装置と前述のDLCの精度から、計器着陸装置(ILS)のカテゴリーIII A(CAT III A)に対応しており、CAT III AのILSが整備されている空港においては、滑走路視距離ゼロでの着陸も可能となっている。

### 客室

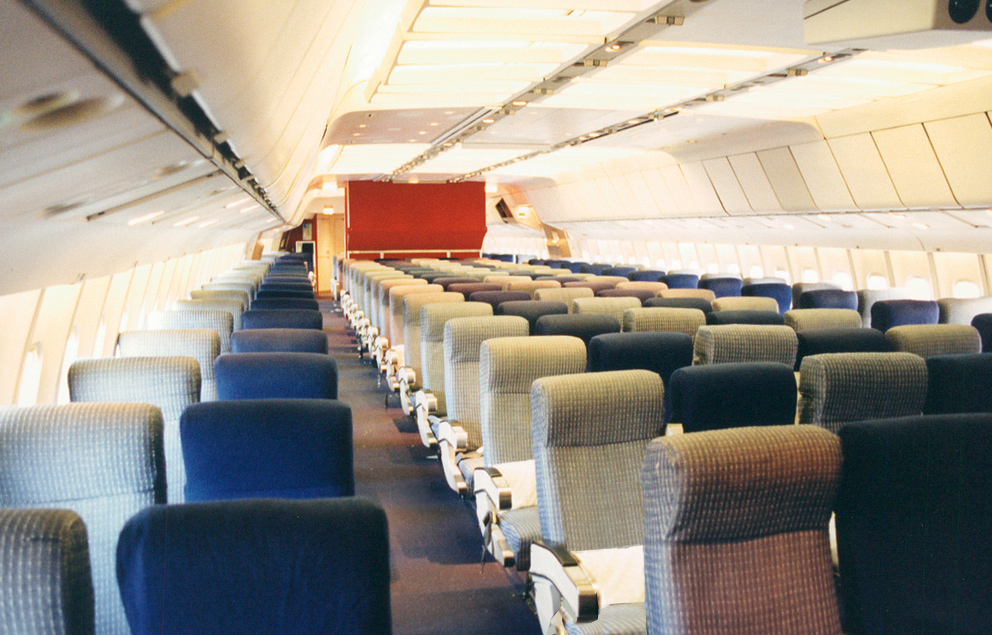
L-1011の客室（トランス・ワールド航空）

客室（キャビン）は幅5.77メートル、高さ2.31メートル、長さ40.97メートルとなっている。登場当時の標準的な座席配置は2列-4列-2列の配置であるが、荷物棚（オーバーヘッド・ストウェッジ）は窓側座席の上にしかない。その代わりに、中央の4列をさらに2列ずつ区切り、その間に仕切りを兼ねた荷物置き場（ストウェッジ）を設置していた。天井は圧迫感を与えないような直線的なデザインとされた。しかし、結果的に機内持ち込み手荷物を収納するスペースがライバル機と比べて少なくなり、乗客や客室乗務員から悪評を買うこととなった。
トライスターの特徴的な標準装備として、床下に設置されたギャレーが挙げられる。これは、床下前方貨物室の後端部に幅5.7メートルで奥行きが4メートルほどの空間を確保し、ギャレーとして使用したもので、キャビンを乗客用に有効活用することと、料理の臭気などがキャビンに流れないようにするため採用された。専用のドアと窓が存在するため、キャビンを通さなくても食材の積み下ろしが可能である。キャビンとは切り離された空間であったため、食事などの用意も行いやすく、クルーがそこで落ち着いて食事をとることもでき、また客室中央に地下に降りるエレベーターが設置されていたため、客室でのカートの動きもスムーズにすることができた。夜間のギャレーは暗く、「窓に映る自分の顔に思わずドキッとした｣、｢よくお化けが出るとか言う話があり、手が窓の外に見えたとか、降りていくと人が立っていたとか、怖がっている人もいて、今となっては笑い話でしかない噂があった」と、当時のスチュワーデスは述懐している。
また、側面窓にはカーテンやブラインドの装備はなく、偏光ガラスを2枚重ね、これを回転させることで透過光量の調整が可能となっている。しかし、その後この機能を採用する機種は現れなかった。

## 派生型
-1 型、-100 型などの基本型の他に、長距離仕様で胴体短縮型の -500 型が少数機製作され、パンアメリカン航空やヨルダン航空に納入されている。主な仕様の比較については主要諸元表を参照。

### L-1011-1
トライスターの基本モデルで、中・近距離路線型モデル。エンジンはRB211-22Bを装備し、燃料搭載量を90,140リットルとし最大離陸重量は43万ポンド（195,050キログラム）となった。社有機の1号機を含めて162機が生産された。イースタン航空、デルタ航空、トランス・ワールド航空、全日本空輸などが導入。L-1011の中で唯一、全日本空輸の機材として日本籍登録されていた型である。

### L-1011-50
製造終了後に、ロッキードが既存の機体に対して性能向上を行なう改修キットを用意したが、最も簡単な改修内容を行なったのがこのモデルである。最大離陸重量は45万ポンド（204,120キログラム）に高めたが、エンジンや燃料搭載量は変更されていない。28機が改造されている。

### L-1011-100

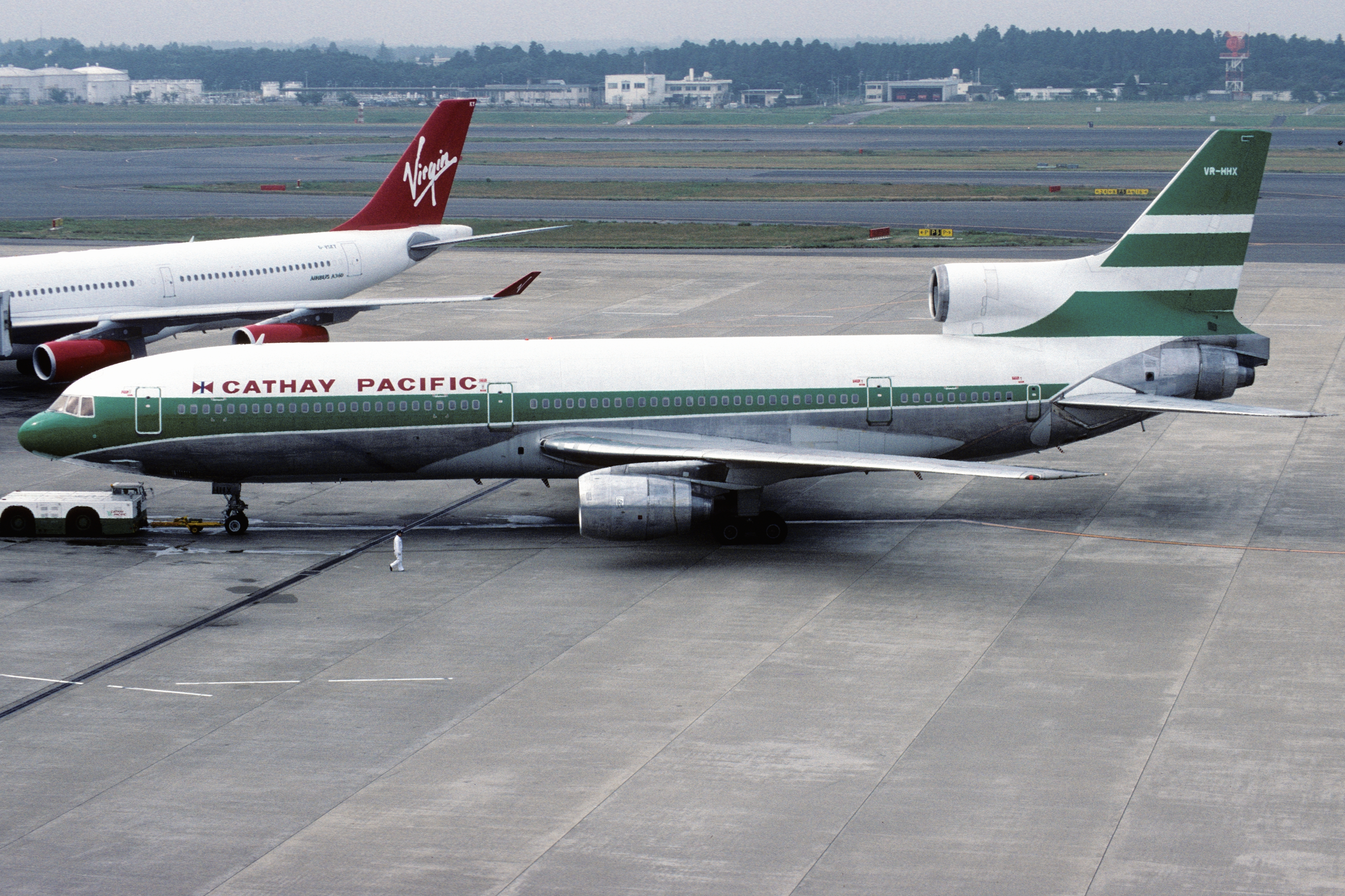
キャセイパシフィック航空のL-1011-100

ベースモデルの-1型を改修した航続距離延長型。ロッキードではDC-10の長距離型に対抗すべく、L-1011-2型という長距離型を計画していたが、RB211型の推力向上仕様の開発の遅れや、ロッキードの経営状態から先送りとなり、その代わりに提案されたモデルである。中央翼に燃料タンクを増設して、燃料搭載量を1万8000ポンド（100,317リットル）とした上で、最大離陸重量を46万6000ポンド（211,380キログラム）に引き上げた結果、最大ペイロードでの航続距離が35%増加した。エンジンは、-1型と同じRB211-22Bか推力向上型のRB211-22Fを使用。サウジアラビア航空、ガルフエア、キャセイパシフィック航空等が採用した。14機が製造され、-1型からの改造された機体も20機程度存在する。

### L-1011-150
-50型と同様に-1型を改修したもので、こちらでは最大離陸重量は47万ポンド（213,190キログラム）に高めたが、エンジンは変更されていない。6機が改造されている。

### L-1011-200
-100型のエンジンをRB211-524Bに変更した上で、燃費を改善して最大ペイロードでの航続距離を-100より5%程度延長した仕様。この仕様では、-1型で標準だった床下ギャレーをキャビンに移した上で、貨物室の容量を確保した。新造機は24機で、サウジアラビア航空が導入。他の航空会社は、-1型および-100型からの改修を実施し、約20機が改修されている。

### L-1011-250

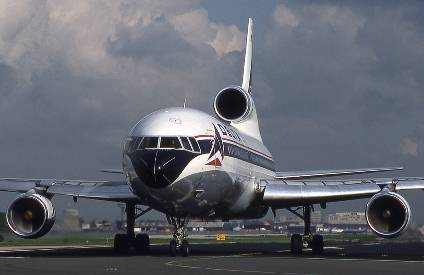
デルタ航空のトライスター

-200型の中央セクションに新たに燃料タンクを設けて燃料容量を119,774リットルとして最大離陸重量を49万6000ポンド（224,990キログラム）に引き上げた長距離型である。機体外見は変わらないが重量増加に対応して主翼や胴体の構造を強化した。エンジンは、-200型と同じRB-211-524Bを使用。この機体に興味を示す航空会社がなく新造機は存在しない。
後年デルタ航空が、後述の-500型に採用した内容のうち、胴体長の短縮以外を自社の保有する-200型6機に改修を実施し、-500型とほぼ同等の航続距離を持たすことに成功した。このデルタ航空が自社改修を実施した長距離型が-250型と呼ばれているが、ロッキード社での正式品番としては認知されていない。

### L-1011-300
胴体ストレッチ型で、-1型より6.10メートル胴体を延長したモデルであるが、興味を示す航空会社はなかった。初期にはL-1011-3と呼ばれていた。

### L-1011-400
後述の-500型と同じ胴体に-1型と同じRB211-22Bエンジンを搭載する短・中距離仕様であるが、興味を示す航空会社はなかった。

### L-1011-400A
前述の-400型の胴体をさらに2.03メートル短縮した仕様。興味を示す航空会社はなかった。

### L-1011-500

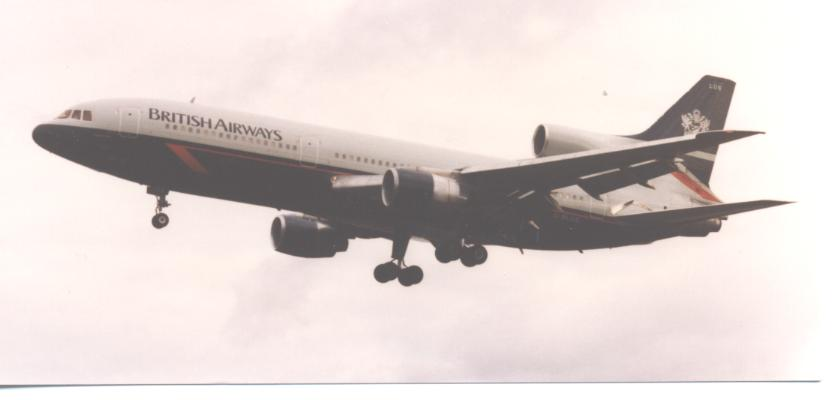
ブリティッシュ・エアウェイズのL-1011-500

標準型トライスターの航続距離の短さは、DC-10との比較では致命的な欠点となり、ブリティッシュ・エアウェイズへ売り込んだ際に、そのままではDC-10に勝てないことが判明した。このために提案された長距離型が-500型である。
トライスターの最大離陸重量をDC-10-30ないし-40並みにしようとする際に、もっとも問題になったのは車輪の接地圧であった。トライスターでは胴体に主脚を追加しようとすると胴体構造を大幅に変更することが必要になるため、既存の主脚を4輪から6輪に変更することも検討された。しかし、これも主翼の設計変更が大掛かりになるため、胴体短縮によって自重を軽減する方策をとったものである。
変更内容は、トライスターの胴体を主翼前方で2.54m、後方で1.58mの計4.12m短縮し軽量化を図ったほか、床下ギャレイを床上ギャレイに変更して、床下貨物室のペイロードについては基本型とほぼ同等を確保した。燃料容量と最大離陸重量と-200型と同じであるがエンジンを新型のRB-211-524B4に変更し、翼胴フィレットの小型化を行なった上でアクティブエルロンを採用した。アクティブエルロンの採用により、主翼の構造を強化せずに主翼端を1.37m延長することができた。
これらの変更を行なった結果、フルペイロードでの航続距離は、9,905kmで-200型より33%改善。さらに電子式統合自動機構の性能管理システム（PMS）を装備した。ブリティッシュ・エアウェイズ、パンナム、デルタ航空、エアカナダ等が採用した。

### L-1011-600
ロッキードでは1972年頃からトライスターの双発機版「バイスター」の研究を行なっていたが、1977年に-600型として航空会社に提案した。胴体は-500型よりもさらに6.48メートル短くし、主翼の幅を-1型よりも5メートル以上狭い44.42メートルにする計画だった。興味を示す航空会社はなかった。

### トライスター K1/KC1/C1/C2/C2A
軍用としてイギリス空軍が旧ブリティッシュ・エアウェイズやパンアメリカン航空から トライスター（-500型）を買い取り、空中給油機や軍用輸送機として9機を運用していた。トライスター K1（2機）は空中給油機、トライスター KC1（4機）は輸送機兼給油機、トライスター C2（2機）および C2A は輸送機として用いられている。これらは1991年の湾岸戦争やアフガニスタン侵攻も参加している。さらには2003年のイラク戦争では、空中給油機のトライスターがアメリカ海軍に提供され、輸送機のトライスターはイギリス陸軍とイギリス海兵隊のイラク展開を支援した。

## 運航者
製造機数が少なかったトライスターだが、機体関係の故障は少なく、後述するように機体のトラブルや欠陥による事故は2020年時点では発生していない。
旅客運航からの退役後は売却されたが、トライスターは航続距離の短さと搭載重量の少なさから、さらに客室下面の構造の関係で貨物専用機への改修が難しかったためから、ほとんどが貨物機に改修されることなくスクラップにされている。世界的な傾向として、経年機となったトライスターを貨物専用機に改造する需要はほとんどなく、再就役する機体は多くなかった。
2006年現在日本で運用された21機のうち2機しか残っていない。これは中古機としても使用される数が少ないということを意味している。1994年には元JA8520機がモハーヴェ空港で解体処理されたのが目撃されたという。機体の多くは解体され現存していないとみられ、残された2機もカナダのエアトランサットとシエラレオネで登録されているが、定期運用されていない模様である。
シエラレオネで登録されていた元全日空のJA8522はベナン共和国のカジェフォウン空港にしばらく留置されていたが、当空港近くの海岸に移送されレストランとして開業準備をしている。
日本国外の主な航空会社でも、キャセイ・パシフィック航空など1996年にはトライスターの運航を終了したものの、西アジアやアフリカ路線では少数機ながらも強力なエンジン出力を武器に活躍を続け、デルタ航空が退役させたのは2001年のことで、ATA航空に至っては、2008年の同社の経営破綻による運航停止まで現役で就航させていた。
オービタル・サイエンシズ社(2015年にATK社の航空宇宙・防衛部門と対等合併→オービタルATKに。さらに2018年、ノースロップ・グラマン傘下のノースロップ・グラマン・イノベーション・システムズとなった。)はペガサス・ロケットの打ち上げに使用している。2020年9月現在、同社が世界で唯一トライスターを現役で運用しているオペレーターである。

### カスタマー一覧
- トランス・ワールド航空

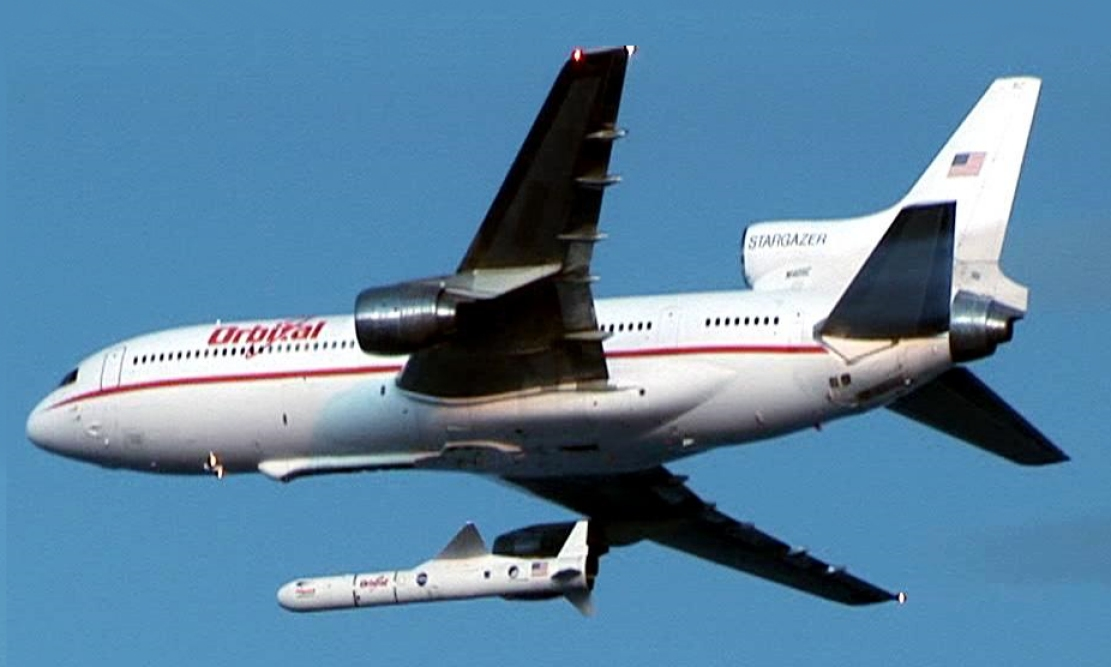
ペガサスロケットの打ち上げに使用されるオービタル・サイエンシズ（現在のノースロップ・グラマン・イノベーション・システムズ）のトライスター

- パンアメリカン航空（その後ユナイテッド航空に譲渡）
- イースタン航空（ローンチカスタマー）
- デルタ航空
- パシフィック・サウスウエスト航空
- ハワイアン航空
- エア・カナダ
- アエロペルー
- ATA航空
- 全日本空輸
- キャセイ・パシフィック航空
- エアランカ（その後スリランカ航空に社名変更）
- ガルフ・エア
- エア・トランザット
- フォーセット・ペルー
- TAP ポルトガル航空
- タイ・スカイ・エアウェイズ
- ロイヤルヨルダン航空
- ノルディック・ヨーロピアン
- ブリティッシュ・エアウェイズ
- BWIA
- イギリス空軍：トライスター輸送機/空中給油機として運用
- オービタル・サイエンシズ(OSC)。2015年にATK社の航空宇宙・防衛部門と対等合併し、オービタルATKに。さらに2018年、ノースロップ・グラマン傘下のノースロップ・グラマン・イノベーション・システムズとなる。： スターゲイザー(N140SC)- ペガサスロケットの打ち上げ等に使用、2020年9月現在、世界最後の運用者。

## 主要諸元表
|              | L1011-1                        | L1011-200                        | L1011-500                        |
| ------------ | ------------------------------ | -------------------------------- | -------------------------------- |
| 操縦乗員     | 3人                            | 3人                              | 3人                              |
| 座席数       | 253 (3クラス)席                | 263席                            | 234 (3クラス)席                  |
| 全長         | 54.2 m (177 ft 8in)            | 54.2 m (177 ft 8in)              | 50 m (164 ft 2in)                |
| 全高         | 16.7 m (55 ft 4in)             | 16.7 m (55 ft 4in)               | 16.7 m (55 ft 4in)               |
| 翼幅         | 155ft 4in (47.35m)             | 155ft 4in (47.35m)               | 164ft 4in (50.09m)               |
| 翼面積       | 3456 ft² (321.1 m²)            | 3456 ft² (321.1 m²)              | 3541 ft² (329.0 m²)              |
| 最大離陸重量 | 430,000 lb (195,000 kg)        | 466,000 lb (209,000 kg)          | 496,000 lb (225,000 kg)          |
| 巡航速度     | 約954km/h(マッハ0.78)          | 約954km/h(マッハ0.78)            | 約954km/h(マッハ0.78)            |
| エンジン     | ロールス・ロイス RB.211-22 × 3 | ロールス・ロイス RB.211-524B × 3 | ロールス・ロイス RB.211-524B × 3 |

## 主な事故
同じ第三世代のジェット旅客機でライバルにあたるDC-10やボーイング747が設計上の欠陥により大事故を引き起こしたのに比べると、トライスターは機体のトラブルや欠陥による重大事故は2021年10月現在、発生していない。
下記の事故も、原因は悪天候や乗務員の不適切な対応などである。
- イースタン航空401便墜落事故（1972年）
- サウジアラビア航空163便火災事故（1980年）
- デルタ航空191便墜落事故（1985年）
- トランス・ワールド航空843便大破事故（1992年）

## 特徴あるトライスター

### アメリカ合衆国
- イースタン航空

N301EA
トライスターのローンチカスタマーであったイースタン航空のデモフライト機として日本にも飛来した機体。機体前方側面に同機を発注したエアラインのロゴが並んでいた。
- ノースロップ・グラマン・イノベーション・システムズ

N140SC｢スターゲイザー｣
OSC(ノースロップ・グラマン・イノベーション・システムズズ)ペガサス・ロケットの打ち上げ用にNASAのNB-52Bを借用して運用していた、その置換用の自社保有機として、1973年エア・カナダで運用され1990年に退役していたL-1011-100型機C-FTNJ(製造番号:193E-1067)を購入。1992年からイギリスのマーシャル・エアロスペースで改修を行い、1994年から『スターゲイザー』の愛称をつけて運用している。同機は製造から既に45年以上が経過し他の同型機体が退役が進む中黙々と飛び続け、2020年9月現在、全世界で最後の飛行可能なトライスターに、同社は最後の現役トライスター運用者となっている。

### 日本
- 全日本空輸

JA8501
全日空トライスターの初納入機として1973年12月に導入された機体。当機が全日空初のワイドボディ機である。1981年にエアランカ(現スリランカ航空)に売却され4R-ULCとなり運用されたが、2000年頃、A330に置き換えられストアされたようである。
JA8509
L-1011型機として通算生産数100機目の機体として導入された機体。1986年、全日空初の定期国際線開設(成田ーグアム線)に伴ってJA8508、JA8521、JA8522と共に｢ALL　NIPPON　AIRWAYS ｣の英字ロゴをペイントされた国際線仕様機とされ、同年3月3日の歴史的初便を担当した。そして、ラストフライト(鹿児島発東京行・ANA626便)となった1995年11月30日においても使用された。
JA8511
全日空トライスターの11機目として1975年4月に導入された機体。1985年5月にボーイングに売却され、-50型へ改修後に同年7月にハワイアン航空へ納入され、N765BEとして1995年6月まで活躍した。
ちなみに1990年に公開された映画ダイ・ハード2で緊急着陸後に乗客が脱出するシーンの撮影に実際の本機が使用された。

### イギリス領香港
- キャセイパシフィック航空

VR-HOK
1989年7月にイースタン航空から中古で購入した機体で、1993年8月から1995年6月までの約2年間傘下のドラゴン航空へ移籍しドラゴンフルカラーで北京/上海線専用機材として運用された後、 再びキャセイパシフィックへリースバックされ、垂直尾翼のみグリーンのキャセイパシフィックカラー、胴体はロゴ以外真っ白のハイブリッド塗装で1996年に退役するまで運航された。その見た目から、日本の航空ファンの間では｢白トラ｣という愛称で呼ばれていたようである。

## 模型製品として
前節で述べたJA8509は2000年に全日空商事監修・販売の公式モデルプレーン(1/500スケール、品番はモヒカン塗装:NH50005、トリトンブルー塗装:NH50006、各税別3200円)として製品化されている。2020年9月現在、全日空商事から製品化されたトライスターのモデルプレーンはこの2製品のみで、再製品化や他スケールサイズでの製品化は現時点では行われていない。同社のモデルプレーンとしては最初期の製品で、ギアが古いタイプであるにもかかわらずヤフーオークションやメルカリ等の中古市場での価格も未だに高く、当時の発売価格より高値で取引されることもある。

## 保存機
- 韓国の大邱の寿城池にイースタン航空のN318EA→キャセイパシフィック航空のVR-HOIだった機体が存在する。[37] 2006年基準でレストランとして運営[38]されたが2012年カフェ[39]に変わり、2014年7月30日かき氷専門カフェ[40]に変更され、2016年3月22日トイレ換気扇電気ショートと推定される火災が発生[41]し鎮圧された。 2016年末基準ではリモデリング工事を進行[42][37]し、塗色を変えて[43]2017年に再オープンした。